# Chalcoecia patricia
Chalcoecia patricia är en fjärilsart som beskrevs av William Schaus 1911. Chalcoecia patricia ingår i släktet Chalcoecia och familjen nattflyn. Inga underarter finns listade i Catalogue of Life.